# Qualcosa di vero
Qualcosa di vero è il quarto album in studio del gruppo musicale italiano The Sun, pubblicato il 5 dicembre 2022 dall'etichetta discografica La Gloria.

## Descrizione
Autoprodotto dalla band, Qualcosa di vero è il primo album di The Sun pubblicato per l'etichetta La Gloria, fondata dal frontman Francesco Lorenzi.
L'album ha visto la luce in prima battuta il 5 dicembre 2022, in formato solamente fisico CD. La distribuzione sul mercato digitale è stata volutamente posticipata al 10 marzo 2023.
L'uscita del disco è stata anticipata dai singoli pubblicati tra il 2020 e il 2022 a eccezione di Appunti verso la fine del mondo. Ostinato e controcorrente è stato estratto come singolo per le piattaforme digitali successivamente alla sua uscita su CD. Io mi arrendo, adattamento in italiano di I Surrender degli Hillsong United, è comparsa originariamente nell'album Che magnifico nome (pubblicato l'8 luglio 2022 per La Gloria), a cura di Francesco Lorenzi e contenente dieci traduzioni del gruppo australiano, rivisitate da altrettanti artisti italiani.
Il 26 maggio 2023 viene pubblicata l'edizione deluxe del disco in formato LP. Questa versione contiene due tracce bonus: Appunti verso la fine del mondo, uscita precedentemente come singolo, e l'inedita Gioia piena.

## Tracce
CD, download digitale
1. Un buon motivo per vivere – 3:40 (testo: Francesco Lorenzi – musica: Francesco Lorenzi, Maurizio Baggio, Roberto Visentin)
2. Voglio qualcosa di vero – 3:02 (testo: Francesco Lorenzi – musica: Francesco Lorenzi, Damiano Ferrari)
3. Più forte nell'amore – 3:50 (Francesco Lorenzi)
4. Io mi arrendo – 6:09 (testo: Matt Crocker, Francesco Lorenzi, Danilo Minutella – musica: Matt Crocker)
5. Tutto quel che ho – 2:53 (testo: Francesco Lorenzi – musica: Francesco Lorenzi, Damiano Ferrari)
6. Non so spegnere l'amore – 3:31 (testo: Francesco Lorenzi – musica: Francesco Lorenzi, Damiano Ferrari)
7. La mia legge di attrazione – 3:35 (testo: Francesco Lorenzi – musica: Francesco Lorenzi, Roberto Visentin, Maurizio Baggio)
8. Lettera da Gerusalemme – 3:11 (testo: Francesco Lorenzi – musica: Francesco Lorenzi, Maurizio Baggio)
9. Ostinato e controcorrente – 3:17 (testo: Francesco Lorenzi – musica: Francesco Lorenzi, Maurizio Baggio)
10. Dirti per sempre – 3:17 (Francesco Lorenzi)

LP
- Lato A

1. Un buon motivo per vivere – 3:40 (testo: Francesco Lorenzi – musica: Francesco Lorenzi, Maurizio Baggio, Roberto Visentin)
2. Voglio qualcosa di vero – 3:02 (testo: Francesco Lorenzi – musica: Francesco Lorenzi, Damiano Ferrari)
3. Più forte nell'amore – 3:50 (Francesco Lorenzi)
4. Io mi arrendo – 6:09 (testo: Matt Crocker, Francesco Lorenzi, Danilo Minutella – musica: Matt Crocker)
5. Tutto quel che ho – 2:53 (testo: Francesco Lorenzi – musica: Francesco Lorenzi, Damiano Ferrari)
6. Non so spegnere l'amore – 3:31 (testo: Francesco Lorenzi – musica: Francesco Lorenzi, Damiano Ferrari)

- Lato B

1. La mia legge di attrazione – 3:35 (testo: Francesco Lorenzi – musica: Francesco Lorenzi, Roberto Visentin, Maurizio Baggio)
2. Lettera da Gerusalemme – 3:11 (testo: Francesco Lorenzi – musica: Francesco Lorenzi, Maurizio Baggio)
3. Ostinato e controcorrente – 3:17 (testo: Francesco Lorenzi – musica: Francesco Lorenzi, Maurizio Baggio)
4. Appunti verso la fine del mondo – 3:03 (testo: Francesco Lorenzi – musica: Francesco Lorenzi, Roberto Visentin, Maurizio Baggio)
5. Dirti per sempre – 3:17 (Francesco Lorenzi)
6. Gioia piena – 3:09 (testo: Francesco Lorenzi, Andrea Marco Ricci – musica: Francesco Lorenzi, Damiano Ferrari, Daniele Benati, Andrea Marco Ricci)

## Formazione
Formazione come da libretti.

### Gruppo
- Francesco "The President" Lorenzi – voce, chitarra acustica, chitarra elettrica
- Gianluca "Boston" Menegozzo – chitarra elettrica, basso, cori
- Matteo "Lemma" Reghelin – basso, fisarmonica, armonica a bocca, cori
- Riccardo "Trash" Rossi – batteria
- Andrea "Cherry" Cerato – chitarra solista, cori

### Turnisti
- Maurizio Baggio – chitarra acustica, chitarra elettrica, basso, cori
- Damiano Ferrari – chitarra acustica, chitarra elettrica, basso, synth
- Roberto Visentin – synth
- Mario Cornioli – cori
- Silvia Contin – cori
- Sara Zaupa – cori
- Claudio Zanoni – tromba (edizione deluxe)
- Francesco Montisano – sassofono (edizione deluxe)

### Personale tecnico
- Francesco Lorenzi – produzione, registrazione, missaggio, arrangiamenti
- Michele Rebesco – produzione, arrangiamenti
- Maurizio Baggio – registrazione, missaggio, arrangiamenti
- Damiano Ferrari – registrazione, missaggio, arrangiamenti
- Roberto Visentin – registrazione, arrangiamenti
- Matteo Reghelin – arrangiamenti
- Daniele Benati – arrangiamenti (LP)
- Andrea Marco Ricci – arrangiamenti (LP)
- Giovanni Versari – mastering
- Silvia Dalle Carbonare – fotografia
- Elena Dell'Oro – grafica